# 金川岩黄耆
金川岩黄耆（学名：Hedysarum jinchuanense）为豆科岩黄耆属下的一个种。

## 扩展阅读
- 維基物種上的相關：金川岩黄耆